# Fahrwangen
Fahrwangen (schweizerdeutsch: ˌfɑːrˈʋɑŋːə) ist eine Einwohnergemeinde im Schweizer Kanton Aargau. Sie gehört zum Bezirk Lenzburg, liegt im Seetal unweit des Hallwilersees und grenzt an den Kanton Luzern.

## Geographie
Das Dorf liegt in einer Mulde am sanft abfallenden, nordwestlichen Abhang des Lindenbergs. Der Dorfbach entwässert das Gemeindegebiet zum Hallwilersee hin, wobei er teilweise in einem Tobel verläuft. Vom Dorfzentrum aus erstreckt sich in nördlicher Richtung eine ausgedehnte Ebene. An der luzernischen Grenze, rund zwei Kilometer südlich des Dorfzentrums, besitzt Fahrwangen einen rund 500 Meter langen Uferstreifen am Hallwilersee. Das Dorf ist vollständig mit der Nachbargemeinde Meisterschwanden zusammengewachsen.
Die Fläche der Gemeinde beträgt 401 Hektaren, davon sind 99 Hektaren mit Wald bedeckt und 71 Hektaren überbaut. Der höchste Punkt befindet sich auf 660 Metern an der östlichen Gemeindegrenze, der tiefste auf 449 Metern am Ufer des Hallwilersees. Nachbargemeinden sind die aargauischen Gemeinden Meisterschwanden im Westen, Sarmenstorf im Norden und Bettwil im Osten sowie die luzernischen Gemeinden Aesch und Schongau im Süden.

## Geschichte

Luftbild (1954)

Durch verschiedene Funde konnte nachgewiesen werden, dass die Gegend während der Jungsteinzeit und der Bronzezeit besiedelt war. Auch römische Mauerreste sowie keltische und alamannische Gräber sind entdeckt worden. Die erste urkundliche Erwähnung von Farnowanch erfolgte im Jahr 831. Der Ortsname stammt aus dem althochdeutschen und bedeutet «Abhang mit Farnkraut». Im Mittelalter lag das Dorf im Herrschaftsbereich der Grafen von Lenzburg, ab 1173 in jenem der Grafen von Kyburg. Nachdem diese ausgestorben waren, übernahmen 1273 die Habsburger die Landesherrschaft. Diese besassen sowohl die Blutgerichtsbarkeit als auch die niedere Gerichtsbarkeit. Zwischen 1354 und 1380 traten sie sämtliche Rechte an die Hallwyler ab. In Fahrwangen existierten ein Galgen und mehrere Richtplätze.
1415 eroberten die Eidgenossen den Aargau. Fahrwangen war zwar nun ein Teil des Untertanengebiets der Stadt Bern, dem so genannten Berner Aargau, doch das Dorf blieb eine fast gänzlich autonome Gerichtsherrschaft der Hallwyler. Erst im 18. Jahrhundert konnten die Berner ihren Einfluss nach und nach ausdehnen. 1528 wurde die Reformation eingeführt. Bis 1531 war Fahrwangen in kirchlichen Belangen der Pfarrei Sarmenstorf unterstellt. Als Sarmenstorf nach dem Zweiten Kappelerkrieg wieder katholisch geworden war, wurde Fahrwangen der Pfarrei Seengen zugeteilt und war erst ab 1817 eine eigene Pfarrei (die Kirche steht in Meisterschwanden). Beim Franzoseneinfall im März 1798 entmachteten die Franzosen die «Gnädigen Herren» von Bern und riefen die Helvetische Republik aus, die 1803 aufgelöst wurde. Seither gehört Fahrwangen zum Kanton Aargau.
Im 18. Jahrhundert hielten erste Formen der Industrie Einzug. Die Baumwollweberei und später die Strohflechterei lösten allmählich die Landwirtschaft als wichtigsten Erwerbszweig ab. Der Anteil der Industriearbeiter blieb konstant hoch und betrug um 1920 über 60 %. Am 18. Dezember 1916 erhielt Fahrwangen mit der Eröffnung der Wohlen-Meisterschwanden-Bahn einen Anschluss ans Eisenbahnnetz. Diese elektrische Normalspurbahn stellte ihren Betrieb jedoch am 31. Mai 1997 wieder ein. In der ersten Hälfte des 20. Jahrhunderts stagnierte die Bevölkerung. Gleichzeitig nahmen die Dienstleistungsbetriebe auf Kosten der Landwirtschaft und der Industrie eine immer wichtigere Rolle ein. Aufgrund der attraktiven Wohnlage über dem Hallwilersee verdoppelte sich die Einwohnerzahl zwischen 1980 und 2020 beinahe.

## Wappen
Die Blasonierung des Gemeindewappens lautet: «Geteilt von Gelb mit schreitendem rotem Löwen und von Rot.» Das Wappen erschien erstmals 1811 auf dem Gemeindesiegel. Der Löwe erinnert an die Grafen von Kyburg, die hier einst Güter besassen. Die heute gültige Form besteht seit 1953.

## Bevölkerung
Die Einwohnerzahlen entwickelten sich wie folgt:
| Jahr      | 1693 | 1798 | 1850 | 1900 | 1930 | 1950 | 1960 | 1970 | 1980 | 1990 | 2000 | 2010 | 2020 |
| Einwohner | 260  | 529  | 782  | 1019 | 1067 | 1052 | 1052 | 1210 | 1200 | 1388 | 1653 | 1862 | 2338 |

Am 31. Dezember 2023 lebten 2497 Menschen in Fahrwangen, der Ausländeranteil betrug 26,6 %. Bei der Volkszählung 2015 bezeichneten sich 32,9 % als römisch-katholisch und 30,3 % als reformiert; 36,8 % waren konfessionslos oder gehörten anderen Glaubensrichtungen an. 89,2 % gaben bei der Volkszählung 2000 Deutsch als ihre Hauptsprache an, 3,0 % Italienisch, 2,0 % Türkisch, 1,6 % Albanisch und 0,7 % Serbokroatisch.

## Politik und Recht
Die Versammlung der Stimmberechtigten, die Gemeindeversammlung, übt die Legislativgewalt aus. Ausführende Behörde ist der fünfköpfige Gemeinderat. Er wird im Majorzverfahren vom Volk gewählt, seine Amtsdauer beträgt vier Jahre. Der Gemeinderat führt und repräsentiert die Gemeinde. Dazu vollzieht er die Beschlüsse der Gemeindeversammlung und die Aufgaben, die ihm vom Kanton zugeteilt wurden. Für Rechtsstreitigkeiten ist in erster Instanz das Bezirksgericht Lenzburg zuständig. Fahrwangen gehört zum Friedensrichterkreis XII (Seon).

## Wirtschaft
In Fahrwangen gibt es gemäss der im Jahr 2015 erhobenen Statistik der Unternehmensstruktur (STATENT) rund 850 Arbeitsplätze, davon 5 % in der Landwirtschaft, 42 % in der Industrie und 53 % im Dienstleistungsbereich. Die Gemeinde besitzt neben zahlreichen Handwerks- und Dienstleistungsbetrieben auch über etwas Industrie in den Bereichen Maschinenbau, Metallverarbeitung, Gerüstbau und Schuhfabrikation. Über die Hälfte der Erwerbstätigen sind Wegpendler und arbeiten ausserhalb, beispielsweise in den Regionen Wohlen und Lenzburg.

## Verkehr

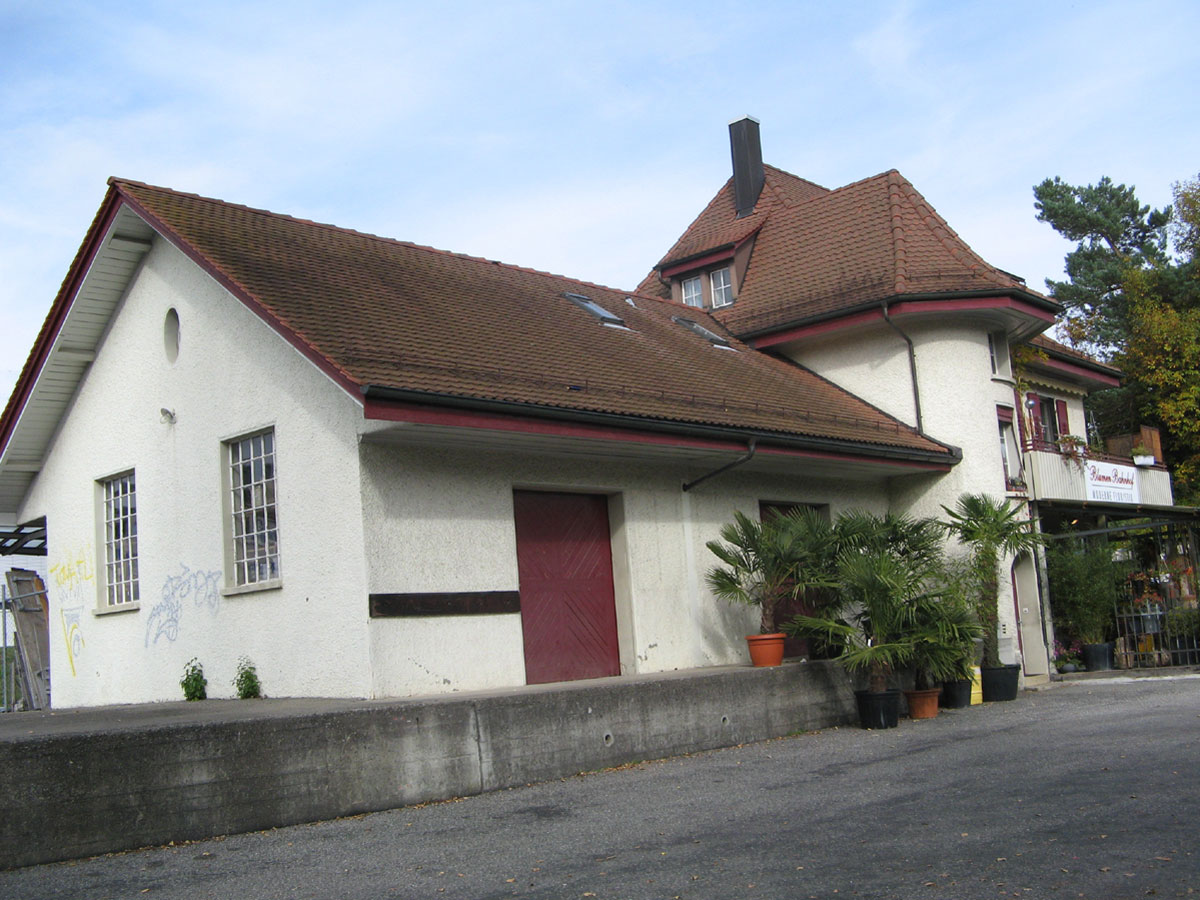
Ehemaliger Bahnhof der Wohlen-Meisterschwanden-Bahn

Durch Fahrwangen führt die Kantonsstrasse 298 vom Bünztal ins Seetal. Die Kantonsstrasse 292 führt nach Meisterschwanden, die Kantonsstrasse 369 über den Lindenberg nach Muri. Bis 1997 war Fahrwangen die Endstation der Wohlen-Meisterschwanden-Bahn. Der ehemalige Bahnhof ist heute der Knotenpunkt der Buslinien Lenzburg–Fahrwangen–Bettwil (Regionalbus Lenzburg) und Wohlen–Fahrwangen–Meisterschwanden (Limmat Bus). An Wochenenden verkehrt ein Nachtbus von Lenzburg über Fahrwangen nach Sarmenstorf.

## Bildung
Die Gemeinde verfügt über drei Kindergärten und drei Schulhäuser, in denen die Primarschule und die Bezirksschule unterrichtet werden. Die Realschule und die Sekundarschule können in Meisterschwanden oder Sarmenstorf besucht werden. Das nächstgelegene Gymnasium ist die Kantonsschule Wohlen.

## Brauchtum
Während des Zweiten Villmergerkriegs von 1712 war Fahrwangen Aufmarschgebiet der reformierten Truppen. Als die Katholiken einen Gegenangriff starteten, sollen sie der Legende nach von den Frauen aus Fahrwangen und Meisterschwanden vertrieben worden sein. Die Berner waren vom Kampfesmut so angetan, dass sie den Frauen einen Tag zugestanden, an dem sie das Kommando übernehmen durften. Seitdem wird jeweils am zweiten Sonntag im Januar der «Meitlisunntig» (Mädchensonntag) gefeiert. Frauen aus beiden Dörfern ziehen mit Netzen durch die Strassen, fangen damit die Männer ein und lassen diese erst nach Bezahlung eines «Lösegelds» (meist in Form alkoholischer Getränke) wieder frei.

## Persönlichkeiten
- Otto Kappeler (1884–1949), Bildhauer, Bauplastiker und Kunstpädagoge
- Rudolf Lindenmann (1808–1871), Regierungsrat
- Ernst Rodel (1901–1993), Journalist und Politiker
- Ulrich Siegrist (* 1945), Regierungsrat und Nationalrat
- Wilhelm Simon (1929–1992), Ingenieur-Chemiker
- Anni Lanz-Maurer (1926–2011), erste Frau Gemeindeammann (1984–1989) im Kanton Aargau[16]